# 索爾丹姆K6迫擊炮
索爾丹姆K6（英語：Soltam K6）是一款由以色列武器製造商索爾丹姆系統公司所研製和生產的120毫米迫击炮，亦是索爾丹姆K5的遠射程型。在美军服役的索爾丹姆K6除了命名為M120迫擊炮，亦取代了包括美軍在內的多個軍隊中的舊式迫擊炮系統，比如107毫米（4.21英寸）口徑的M30迫擊炮。它比M30輕便得多，而且射程更遠，可以保持4發／分鐘的射速，而M30只能維持3發／分鐘。

## 設計概述
K6以其滑膛炮管發射尾翼穩定彈藥。與其發射較小口徑彈藥的81毫米和60毫米迫擊砲表親們都不同的是，M120發射的彈藥尾翼並不傾斜。因此，飛行中的拋體不會被賦予旋轉。雖然重型迫擊砲需要藉由卡車或履帶式迫擊炮車以移動，但它們仍然比野戰炮較為輕便。他們的爆發力和射程都遠比輕中型迫擊砲更大和更遠。K6改進後的版本被稱為K6A3。
M120發射的高爆炮彈重約31磅（14.06公斤），殺傷半徑可達225英尺（68.58米）。

## 操作歷史
1991年，K6投入美国陆军服役，並且命名為M120迫擊砲系統。其任務是向部隊指揮官提供可作高角度有機間接火力支援的重型武器選擇。在某些情況下，M120亦被機械化單位和輕裝步兵所使用。M120的另一個功能是M303次口徑迫擊炮彈彈托，可讓該迫擊砲發射81毫米迫擊炮彈藥。
M120藉由M998悍馬貨車所拖曳的M1100拖車運輸。安裝在M1064和M1129迫擊炮車以上並且用作主武器的版本被命名為M121（但後者亦可改以M252 81毫米迫擊炮作為主武器）。
2007年，美軍從英国宇航系统訂購了588具M326 MSS（迫擊砲裝載系統）。這時，組裝以後的迫擊炮可安裝在一輛卡車，比如悍馬或M1101拖車以上，可以在不到20秒的時間以內安裝上去和拆卸下來。
2016年11月，埃爾比特系統公司宣布獲得了生產M121的不確定數量無限期交付（ID/IQ）合同。

## 組成與炮彈
M120迫擊砲系統由以下主要部分組成：
- M298炮管總成（110磅或50公斤）
- M190兩腳架總成（70磅或31.82公斤）
- M9杵臼式底盤（136磅或61.82公斤）
- M1100拖車（399磅或181.36公斤）
- M67潛望式瞄準組件（2.5磅或1.14公斤）

M120能夠發射下列炮彈：
- XM395精確制導彈藥
- M929煙幕彈（白磷）[3]
- XM930照明彈[4]
  - XM930E1照明彈
- XM931訓練彈[5]
- M933高爆彈[6]
- M934高爆彈
  - M934A1高爆彈
- M971兩用改進常規彈（英语：Dual-Purpose Improved Conventional Munition）[7]
- XM983照明彈[8]
- M984延程兩用改進常規彈[9]

## 使用國

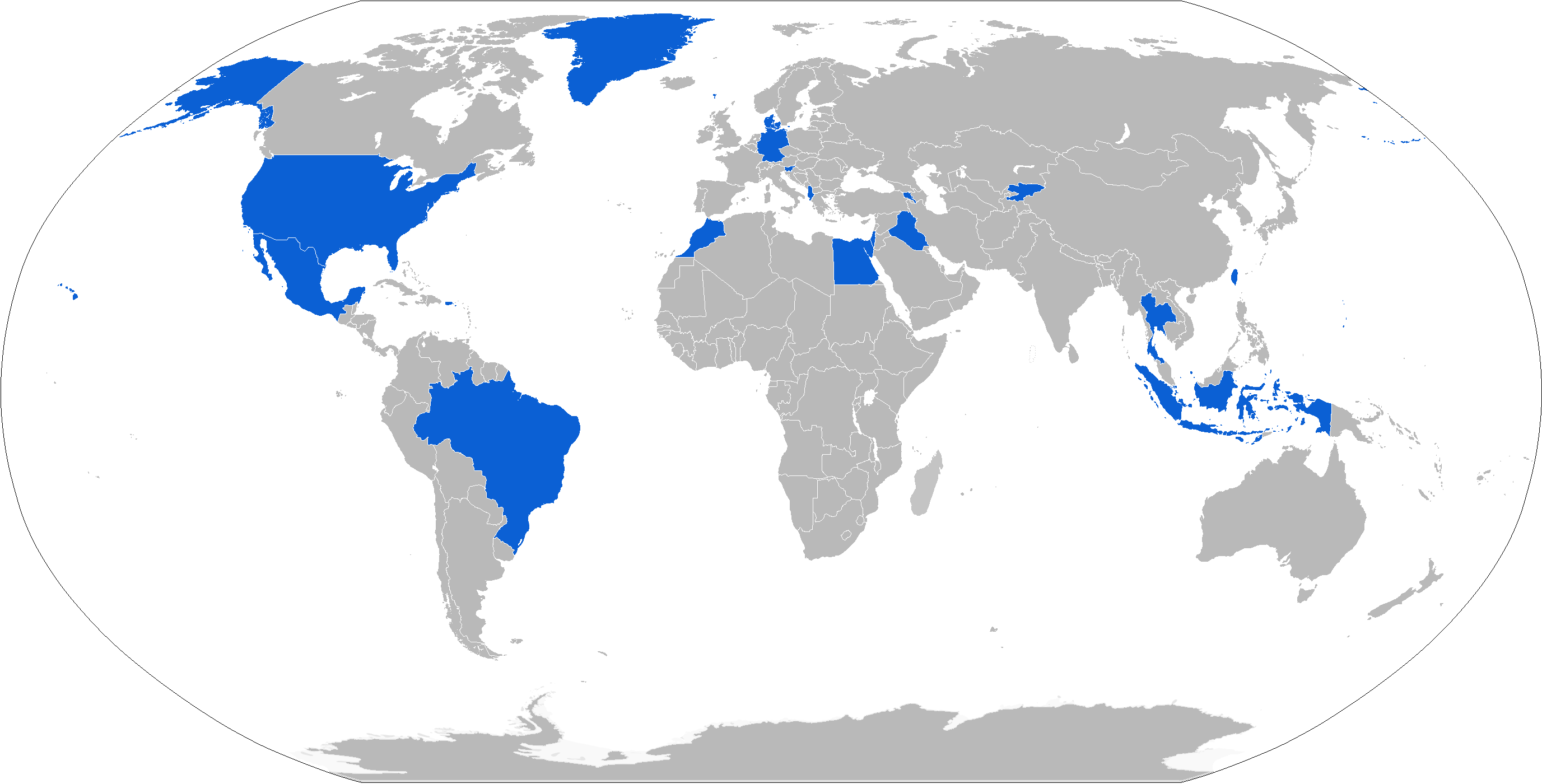
藍色為K6迫擊炮的使用國。

### 目前的使用國
- 阿尔巴尼亚：阿爾巴尼亞陸軍（英语：Albanian Land Force）
- ：200門。
- 巴西：巴西海軍陸戰隊
- 丹麦：丹麥武裝部隊，命名為M/10。
- 埃及：埃及陸軍
- 德国：德國聯邦國防軍
- ：18門在格魯吉亞軍隊服役。[10]
- 印度尼西亞
- 伊拉克：伊拉克陸軍，訂購了565門。
- 以色列：以色列國防軍
- ：吉爾吉斯斯坦軍隊，命名為M120。
- 墨西哥：墨西哥陸軍（英语：Mexican Army）
- 摩洛哥：摩洛哥皇家陸軍（英语：Royal Moroccan Army）
- 斯洛維尼亞：斯洛文尼亞陸軍（英语：Slovenian Army），命名為MN-9。
- 泰國：泰國皇家海軍陸戰隊
- 美国：美国陆军，命名為M120和M121。
- 南非：南非國防軍，命名為M120。

## 圖集

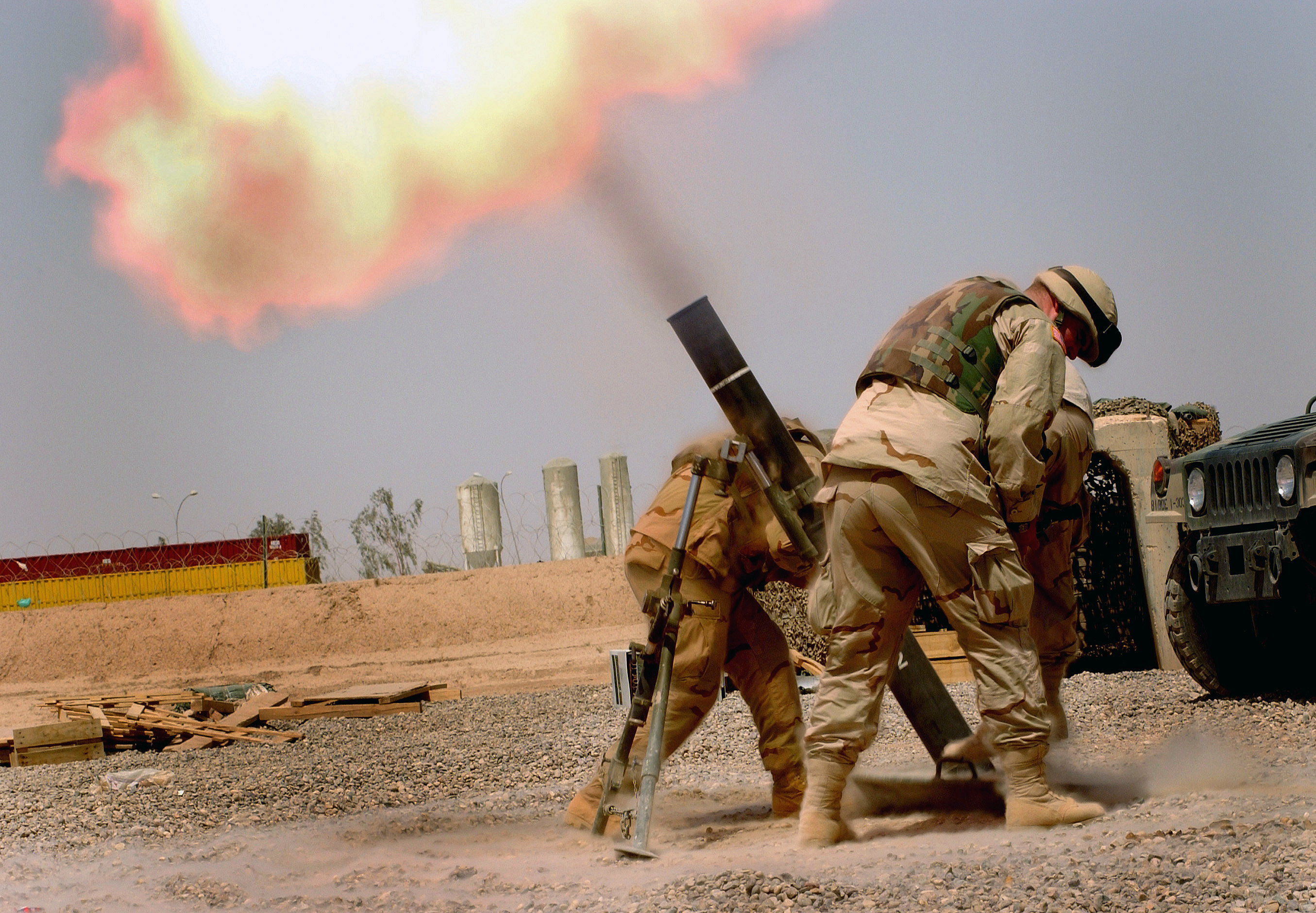
美軍士兵操作M120迫擊砲發炮。
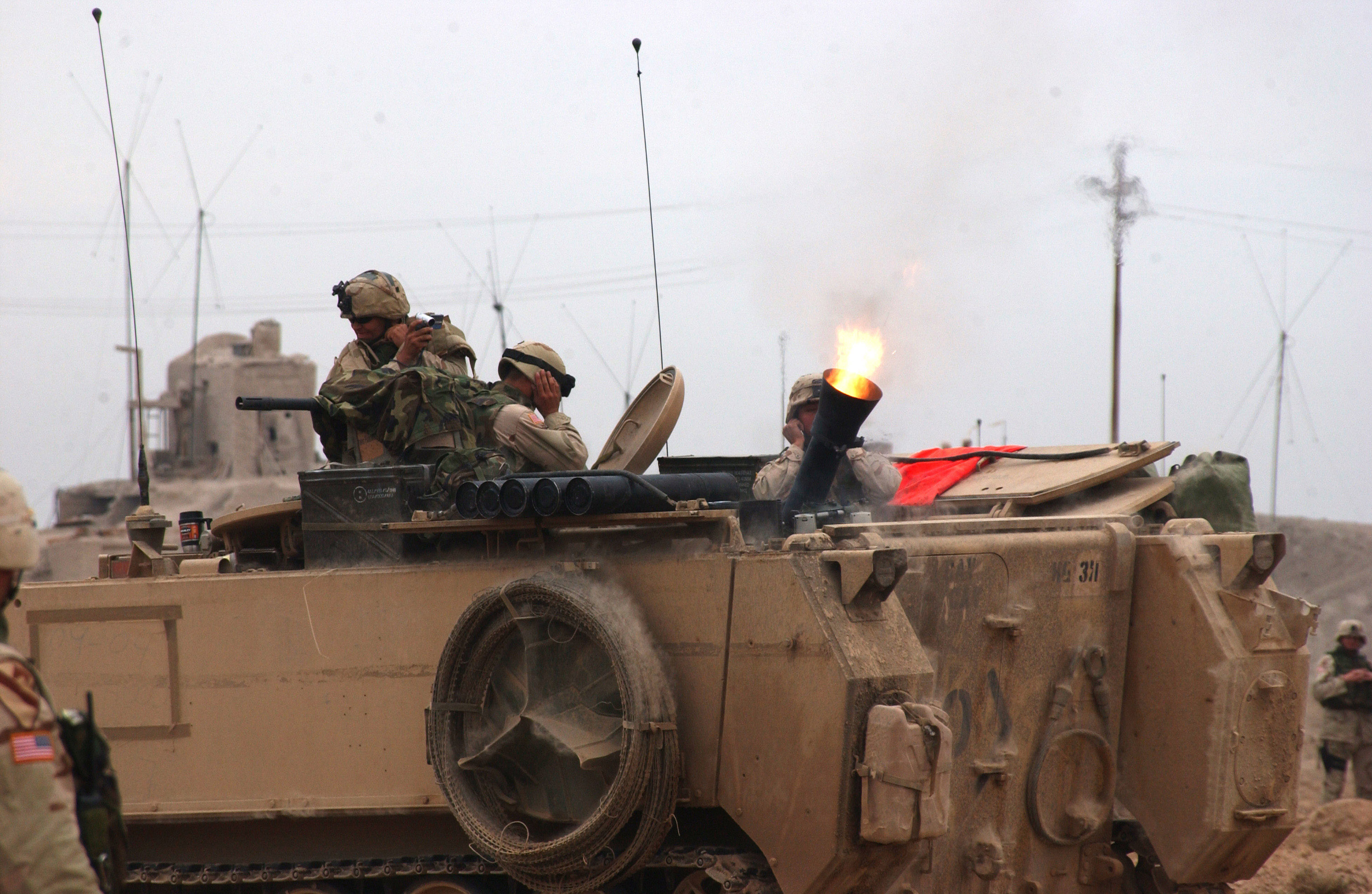
從M1064發炮的M121車載迫擊砲。
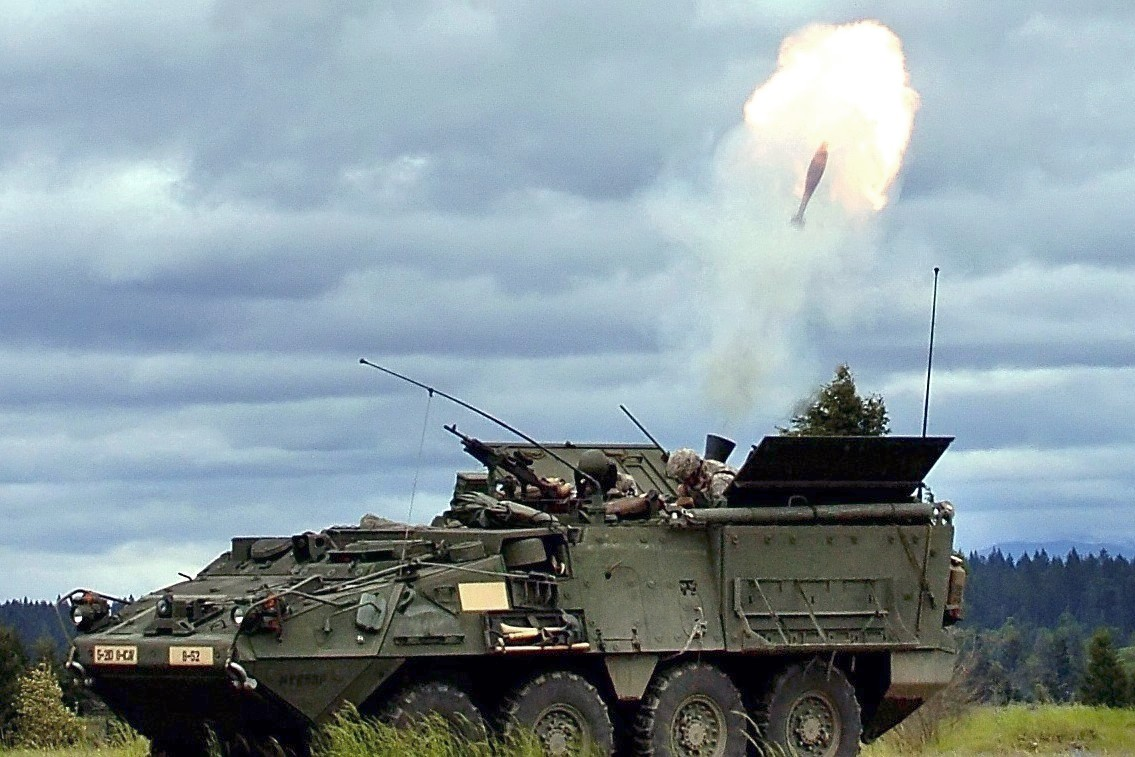
從M1129發炮的M121車載迫擊砲。
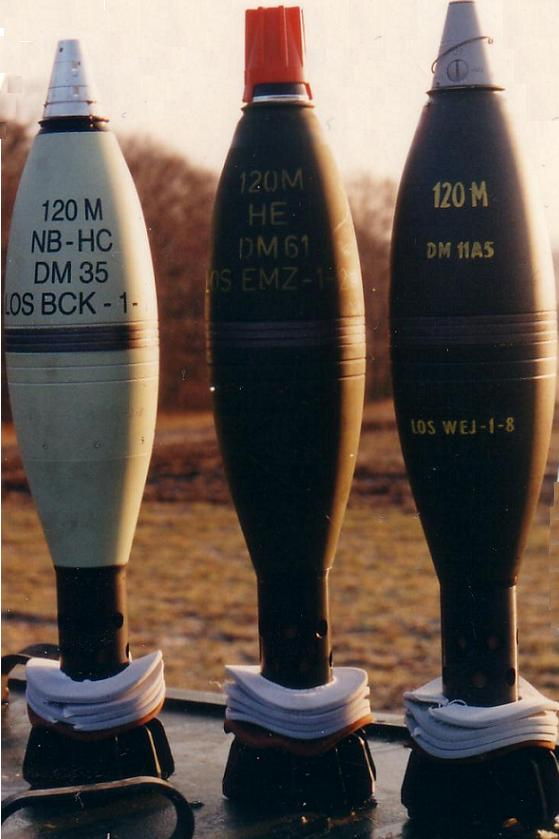
M120迫擊砲的各種炮彈。
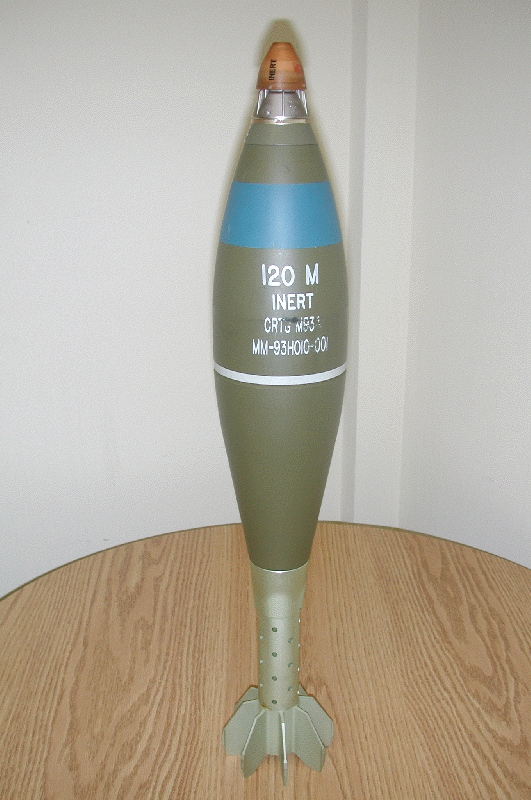
裝有M734引信的120毫米迫擊砲彈。

## 資料來源
1. ↑  . Jane's.   [2012-07-12]. （原始内容存档于2012-04-26）.
2. ↑  MAKING THE MORTAR SMARTER （页面存档备份，存于） - Sofmag.com, 26 May 2015
3. ↑  Pike, John. . www.globalsecurity.org.   [2018-01-08]. （原始内容存档于2009-09-07）.
4. ↑  Pike, John. . www.globalsecurity.org.   [2018-01-08]. （原始内容存档于2019-06-13）.
5. ↑  Pike, John. . www.globalsecurity.org.   [2018-01-08]. （原始内容存档于2019-06-12）.
6. ↑  Pike, John. .   [2018-01-08]. （原始内容存档于2019-06-10）.
7. ↑  Pike, John. .   [2018-01-08]. （原始内容存档于2019-10-31）.
8. ↑  Pike, John. .   [2018-01-08]. （原始内容存档于2019-06-08）.
9. ↑  Pike, John. .   [2018-01-08]. （原始内容存档于2019-06-11）.
10. ↑  The Military Balance 2016, p.394

## 外部連結
- （英文）—Pocket artillery （页面存档备份，存于）
- （英文）—M120 120mm Mortar （页面存档备份，存于）
- （英文）—M120 Field Manual （页面存档备份，存于）